# Deutscher Soldatenfriedhof in Nazareth
| Friedhof                             | Friedhof                               |
| ------------------------------------ | -------------------------------------- |
| Deutsche Kriegsgräberstätte Nazareth |                                        |
| Land:                                | Israel                                 |
| Region:                              | Nazareth                               |
| Ort:                                 | Deutscher Soldatenfriedhof in Nazareth |
| Einweihung:                          | 30. Juni 1935                          |

Auf dem Deutschen Soldatenfriedhof in Nazareth in Israel sind 261 deutsche Soldaten bestattet, die im Ersten Weltkrieg an der Seite des mit Deutschland verbündeten Osmanischen Reichs kämpften und an der Palästinafront in Palästina und Transjordanien ums Leben gekommen sind.

## Die Toten

### Kriegsgeschehen
Deutsch-türkische Truppen bewegten sich im Ersten Weltkrieg ab Januar 1915 auf den Suezkanal zu, trafen auf britische Truppen und wichen an der Palästinafront kontinuierlich zurück. Von den 16.000 deutschen Soldaten vieler Bekenntnisse (Calvinisten, Juden, Katholiken, Lutheraner, unierte Protestanten und Templer), darunter auch vor Ort unter Palästinadeutschen rekrutierte Auslandsdeutsche, wurden 1.000 getötet.
Viele der in Palästina gefallenen und in Nazareth beerdigten Soldaten waren Angehörige der Königlich Bayerischen Fliegertruppe. Deren Hauptaufgabe war die damals neuartige Luftaufklärung gegen Briten und aufständische Araber, daneben die Abwehr gegnerischer Flugzeuge – besonders zum Schutz von Hedschasbahn und Militärbahn Masʿūdiyya–Sinai – und die Bombardierung von militärischen Zielen. Dementsprechend waren die deutschen Flugzeuge weniger für den Luftkampf ausgelegt und den Briten gegenüber im Nachteil.
Nach der Aufgabe Jerusalems im Dezember 1917 befand sich das Hauptquartier der deutschen Truppen in Nazareth, bis die Stadt am 20. September 1918 von den Briten unter General Allenby erobert wurde.

### Archive
Durch Bombardierung wurden die Unterlagen zu den Kriegstoten im Frühjahr 1945 in Berlin-Spandau vernichtet. Norbert Schwake recherchierte die Daten der Verstorbenen aus dem Israelischen Staatsarchiv Ginzach Hamedinah in Jerusalem, dem Archiv des Auswärtigen Amtes, dem Kriegsarchiv der Bayerischen Armee in München und dem Evangelischen Zentralarchiv in Berlin.

## Zugang zum Friedhof

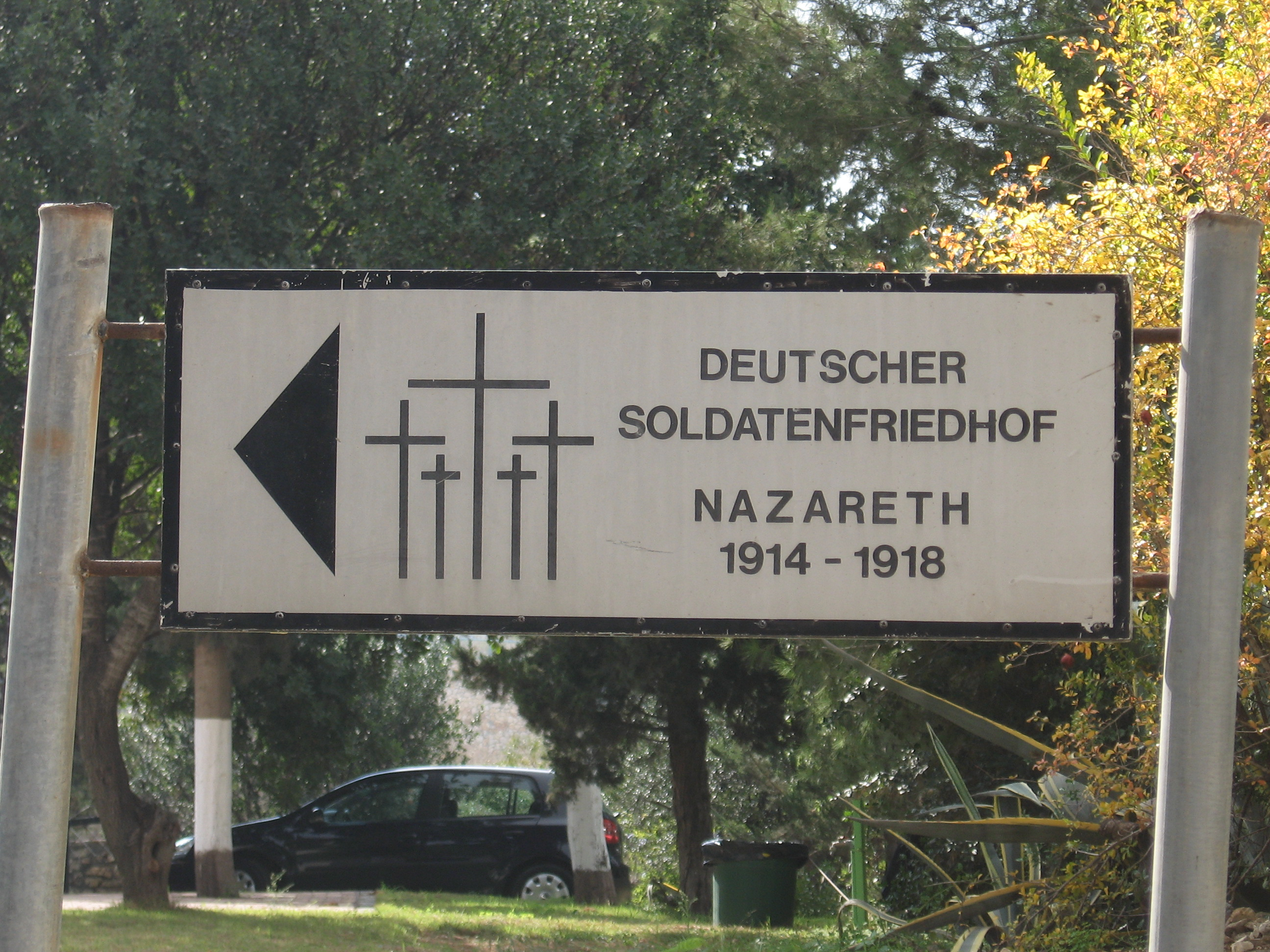
Wegweiser zum deutschen Soldatenfriedhof

Hinter einem verschlossenen Tor liegt der Friedhof der Hospital-Brüder. Von dort führt eine enge durch einen Baum verdeckte Treppe zu einer Terrasse. Nach dem Durchschreiten der Terrasse und einer offenen Halle leitet eine weitere Treppe hoch zur letzten Ruhestätte der Soldaten.

## Der Friedhof
Das Grundstück des Friedhofs liegt heute im Bereich des Krankenhauses der „Heiligen Familie“ (auch das Italienische Krankenhaus genannt).

### Der alte Lazarettfriedhof
Während des Ersten Weltkriegs wurde das Hospital zur Heiligen Familie (Holy Family Hospital) der österreichischen Barmherzigen Brüder als Kaiserlich Deutsches Feldlazarett 213 genutzt. Die 51 gefallenen/verstorbenen Soldaten wurden neben dem Hospital beigesetzt.

### Der Sammelfriedhof
Der Bau in seiner heutigen Form wurde in den Jahren 1934/35 nach Plänen des Chefarchitekten des Volksbundes Robert Tischler errichtet und am 30. Juni 1935 eingeweiht. Die deutschen Gefallenen im Britischen Mandatsgebiet (Palästina und Transjordanien) wurden auf einen neuen Sammelfriedhof überführt, der beim alten Lazarettfriedhof lag. Der alte Lazarettfriedhof ging an die Barmherzigen Brüder als Klosterfriedhof. Ab 1937 übernahmen die österreichischen Brüder die Pflege der Gräber. Ab 1959 übernahmen dies die italienischen Brüder der Mailänder Provinz.

### Volksbund Deutsche Kriegsgräberfürsorge

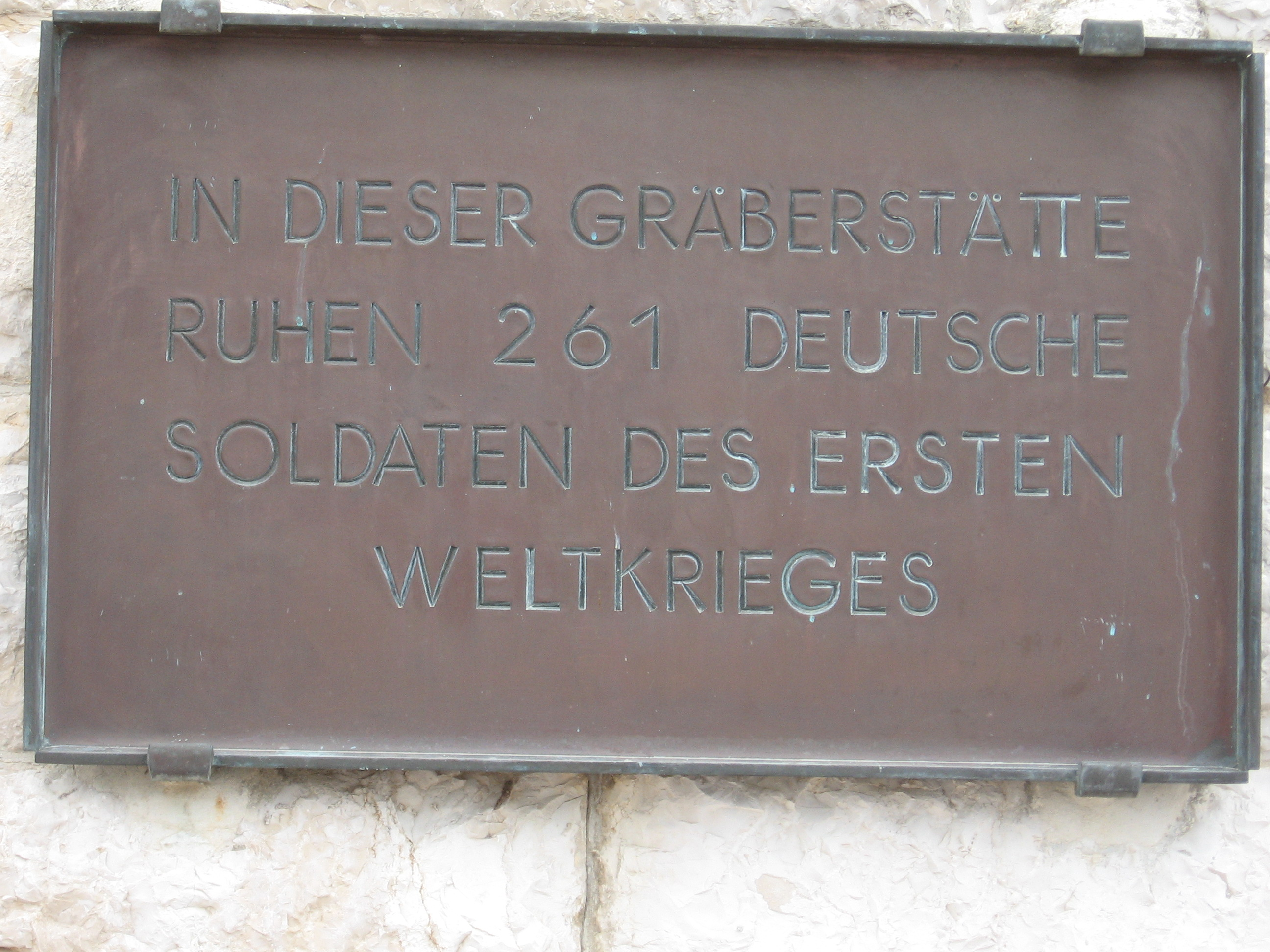
Gedenktafel für die 261 gefallenen deutschen Soldaten auf dem Friedhof

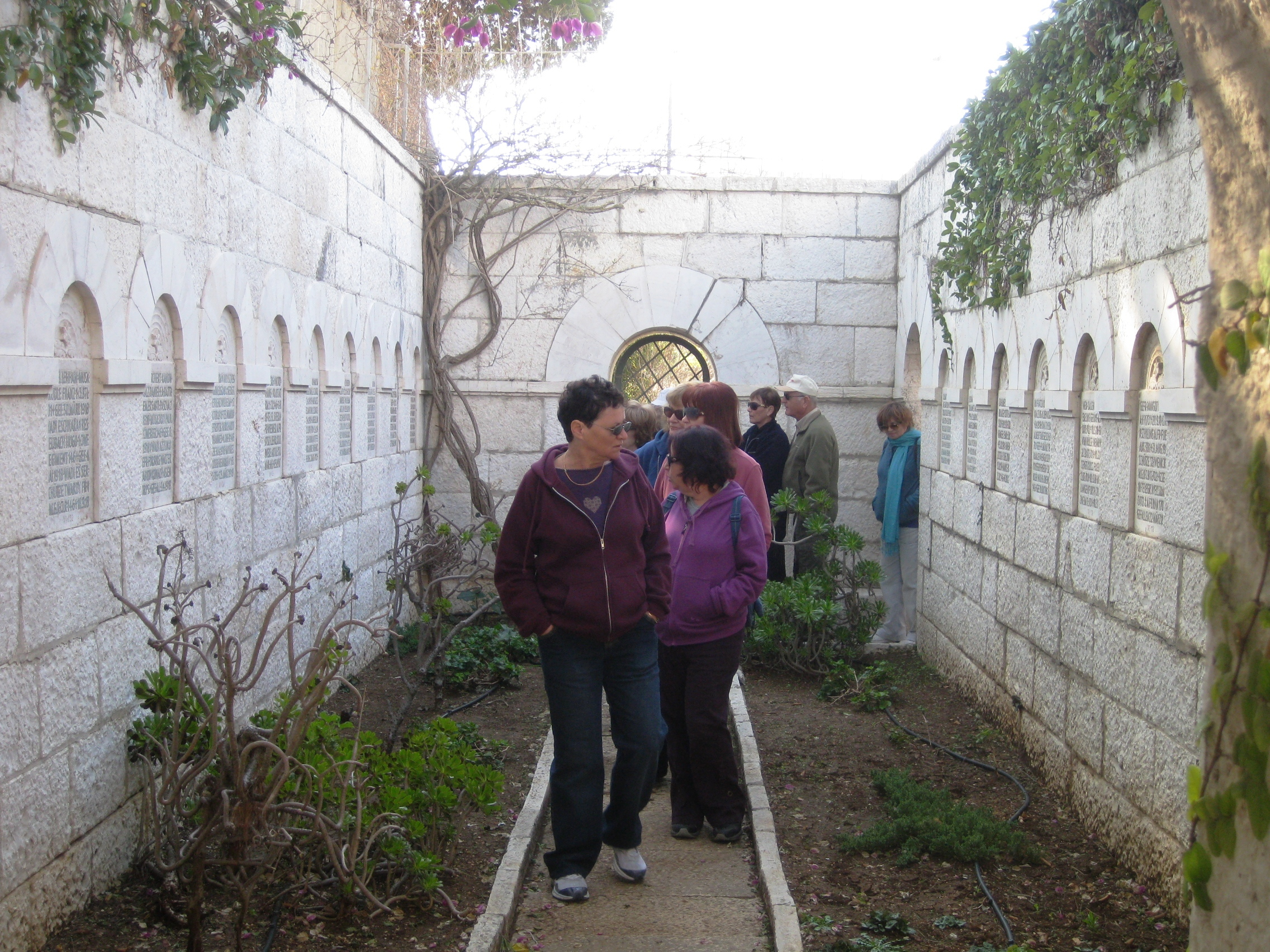
Namenstafeln auf der Deutschen Kriegsgräberstätte Nazareth für die im Ersten Weltkrieg gefallenen Soldaten, die nicht auf diesem Friedhof begraben sind.

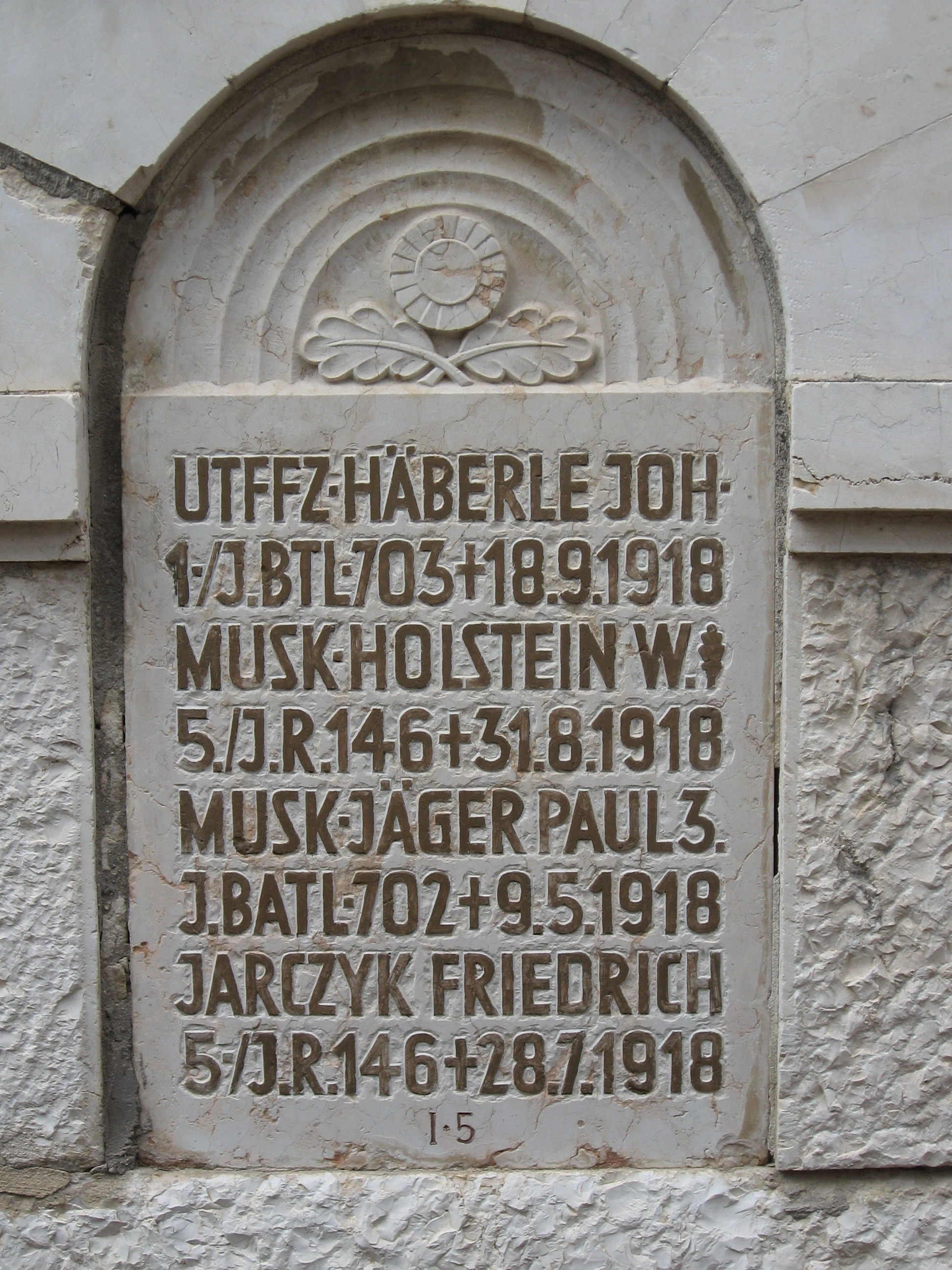
Grabstein gefallener deutscher Soldaten auf dem Friedhof

Nach Aufnahme der diplomatischen Beziehungen zwischen Deutschland und Israel im Jahre 1965 wurden 1967 und 1982 Reparaturen durchgeführt. Friedenssymbol ist ein Turm mit einer großen Glocke aus Deutschland, in dem an den Wänden Holzkreuze aus Propellern von abgestürzten Flugzeugen angebracht wurden. Etwa 250 Tote ruhen auf dem Friedhof. Jeder Grabstein enthält als Angaben den Namen, das Geburts- und Todesdatum und den Todesort. Durch Gedenktafeln wird an weitere 250 deutsche und österreichische Kriegstote erinnert, die nicht hier begraben sind. Der Volksbund Deutsche Kriegsgräberfürsorge finanziert die Pflege des Friedhofs und des Klosterfriedhofs. Vor Ort recherchiert und engagiert sich Norbert Schwake, der ehemalige Priester und frühere Chefarzt der Geriatrie im Hospital der Heiligen Familie.

## Völkerverständigung
Der Friedhof wird vom Volksbund Deutsche Kriegsgräberfürsorge betreut. Bei den gärtnerischen Arbeiten hilft auch eine Gruppe aus deutschen Volontären und israelischen Chaverim (hebr.: Freunde) des Behindertendorfes Kfar Tikva.
Jedes Jahr zum Volkstrauertag findet auf Einladung der deutschen Botschaft in Israel eine Gedenkveranstaltung für die in Palästina gefallenen und in Nazareth beerdigten deutschen Soldaten statt. Gäste sind vor allem die in Israel akkreditierten Militärattachés anderer Staaten.